# Ivoirité
Ivoirité (pronúncia em francês: [i.vwa.ʁi.te]; às vezes traduzido para Marfinidade) é um conceito de cariz nacionalista e xenófoba usado pela primeira vez por Henri Konan Bédié em 1995. Este conceito foi associado à Primeira e à Segunda Guerra Civil da Costa do Marfim.

## Definição
Durante a presidência de Félix Houphouët-Boigny a Costa do Marfim desenvolveu uma certa prosperidade econômica e atraiu milhares de imigrantes de países vizinhos, principalmente de Burkina Faso e Mali, para trabalharem nas lavouras de cacau. Entretanto, com a crise econômica surgida no país na década de 1990 os marfinenses passaram a ressentir da presença de estrangeiros no país, que chegaram representar um terço da população.
A partir dessa insatisfação os intelectuais do sul do país criariam a ideologia da Ivoirité onde somente filhos de marfinenses nascidos na Costa do Marfim eram vistos como autênticos cidadãos marfinenses, enquanto que os imigrantes e filhos de imigrantes, eram tratados como cidadãos de segunda classe. Posteriormente, o conceito de Ivoirité tornaria-se ainda mais restrito com os sulistas predominantemente cristãos sendo considerados como os “verdadeiros marfinenses” e os nortistas muçulmanos passando a serem discriminados como sendo não-marfinenses.
Após a morte do presidente Félix Houphouët-Boigny, Henri Konan Bédié, presidente da Assembleia Nacional na época, assumiu a presidência interina até as eleições de 1995. Entretanto antes das eleições, uma lei rapidamente redigida pelo presidente (e tendo como base a Ivoirité) exigia que somente cidadãos marfinenses poderiam concorrer às eleições presidenciais, tendo como cidadão exclusivamente aqueles que nasceram no país e possuem ambos os pais nascidos na Costa do Marfim. Isto levou à desqualificação do candidato presidencial nortista Alassane Ouattara, que alegava representar a região norte que possui uma população predominantemente muçulmana e com expressiva quantidade de trabalhadores imigrantes, sob a alegação de que sua mãe seria de Burkina Faso.
Esta lei etnonacionalista não levou somente a exclusão política de Ouattara, mas também de grande parte da população no norte, oeste e centro do país. Bédié seria deposto num golpe militar em 1999, mas um ano depois, Laurent Gbagbo ascenderia a presidência durante a guerra civil, mantendo o discurso da "marfinidade".